# Campeonato Maranhense de Futebol de 2017
O Campeonato Maranhense de Futebol de 2017 foi a 96ª edição da competição organizada pela Federação Maranhense de Futebol. A competição garantirá duas vagas na Copa do Brasil de 2018 e na Copa do Nordeste de 2018, além de duas vagas na Série D do Brasileiro de 2018.

## Regulamento
No primeiro turno, as oito equipes foram divididas em dois grupos e jogarão entre si, dentro de suas respectivas chaves, em jogos de ida e volta. Os dois mais bem colocados de cada grupo avançarão para as semifinais e os vencedores de cada partida disputarão a final do primeiro turno. O campeão garantirá uma vaga na final do Campeonato Maranhense.
Em seguida, começa a disputa do segundo turno. As oito equipes continuarão nos grupos já atribuídos na primeira fase, mas enfrentarão os times do outro grupo. A partir daí, a competição acontecerá da mesma forma que no primeiro turno: os dois melhores de cada grupo avançarão para as semifinais, os vencedores de cada partida disputarão a final do segundo turno e o campeão garantirá uma vaga na final do Campeonato Maranhense.
Caso a mesma equipe vença os dois turnos, ela será automaticamente declarada campeã do Estadual de 2017.
A fim de determinar a classificação geral do campeonato a partir do 3º colocado, serão utilizadas todas as partidas dos dois turnos, incluindo fases classificatórias, semifinais e finais de turno. Será rebaixado para a Segunda Divisão de 2018 o último colocado na classificação geral.
Os dois primeiros colocados no Maranhense 2017 disputarão a Copa do Brasil e a Copa do Nordeste em 2018. Além disso, o campeão e vice terão vagas no Série D do Brasileiro de 2018. Caso o Sampaio Corrêa e Moto Club vença o campeonato, os mais bem classificados abaixo disputarão a quarta divisão nacional, uma vez que o Sampaio Corrêa e o Moto Club já disputaram a Série C em 2017.

## Primeiro Turno

### Grupo A
| Pos | Equipes        | Pts | J | V | E | D | GP | GC | SG | Zona de classificação            |
| --- | -------------- | --- | - | - | - | - | -- | -- | -- | -------------------------------- |
| 1   | Imperatriz     | 12  | 6 | 3 | 3 | 0 | 7  | 4  | 3  | Classificados para as Semifinais |
| 2   | São José-MA    | 6   | 6 | 1 | 3 | 2 | 6  | 6  | 0  | Classificados para as Semifinais |
| 3   | Sampaio Corrêa | 6   | 6 | 1 | 3 | 2 | 6  | 7  | -1 | Eliminados na Fase               |
| 4   | Santa Quitéria | 6   | 6 | 1 | 3 | 2 | 7  | 9  | -2 | Eliminados na Fase               |

| Pos | 1ª  | 2ª  | 3ª  | 4ª  | 5ª  | 6ª  |
| --- | --- | --- | --- | --- | --- | --- |
| 1   | SAM | SAM | SAM | IMP | IMP | IMP |
| 2   | IMP | IMP | IMP | SAM | SJO | SJO |
| 3   | SJO | SJO | SJO | STQ | SAM | SAM |
| 4   | STQ | STQ | STQ | SJO | STQ | STQ |

|  |                                           |
|  | Zona de classificação para a próxima fase |

### Grupo B
| Pos | Equipes      | Pts | J | V | E | D | GP | GC | SG | Zona de classificação            |
| --- | ------------ | --- | - | - | - | - | -- | -- | -- | -------------------------------- |
| 1   | Cordino      | 11  | 6 | 3 | 2 | 1 | 10 | 7  | 3  | Classificados para as Semifinais |
| 2   | Maranhão     | 11  | 6 | 3 | 2 | 1 | 9  | 9  | 0  | Classificados para as Semifinais |
| 3   | Moto Club    | 10  | 6 | 3 | 1 | 2 | 12 | 7  | 5  | Eliminados na Fase               |
| 4   | Americano-MA | 1   | 6 | 0 | 1 | 5 | 5  | 13 | -8 | Eliminados na Fase               |

| Pos | 1ª  | 2ª  | 3ª  | 4ª  | 5ª  | 6ª  |
| --- | --- | --- | --- | --- | --- | --- |
| 1   | COR | MAC | MOT | MOT | MOT | COR |
| 2   | AME | COR | COR | COR | COR | MAC |
| 3   | MAC | MOT | MAC | MAC | MAC | MOT |
| 4   | MOT | AME | AME | AME | AME | AME |

|  |                                           |
|  | Zona de classificação para a próxima fase |

### Segunda Fase (Primeiro Turno)
|  | Semifinais  | Semifinais |   |            | Final | Final | Final | Final |
|  |             |            |   |            |       |       |       |       |
|  | Imperatriz  | 3          |   |            |       |       |       |       |
|  | Maranhão    | 1          |   |            |       |       |       |       |
|  | Maranhão    | 1          |   | Imperatriz | 0     | 1     |       |       |
|  |             |            |   | Imperatriz | 0     | 1     |       |       |
|  |             | Cordino    | 0 | 2          |       |       |       |       |
|  | Cordino     | Cordino    | 0 | 2          | 2     |       |       |       |
|  | Cordino     |            |   |            | 2     |       |       |       |
|  | São José-MA | 1          |   |            |       |       |       |       |

### Premiação
| Primeiro Turno - Campeonato Maranhense 2017 |
| Barra do Corda                              |
| ------------------------------------------- |
| Cordino Esporte Clube                       |

## Segundo Turno

### Grupo A
| Pos | Equipes        | Pts | J | V | E | D | GP | GC | SG | Zona de classificação            |
| --- | -------------- | --- | - | - | - | - | -- | -- | -- | -------------------------------- |
| 1   | Santa Quitéria | 9   | 4 | 3 | 0 | 1 | 6  | 6  | 0  | Classificados para as Semifinais |
| 2   | Sampaio Corrêa | 8   | 4 | 2 | 2 | 0 | 6  | 2  | +4 | Classificados para as Semifinais |
| 3   | São José-MA    | 7   | 4 | 2 | 1 | 1 | 7  | 3  | +4 | Eliminados na Fase               |
| 4   | Imperatriz     | 7   | 4 | 2 | 1 | 1 | 6  | 4  | +2 | Eliminados na Fase               |

| Pos | 1ª  | 2ª  | 3ª  | 4ª  |
| --- | --- | --- | --- | --- |
| 1   | SJO | SAM | SJO | STQ |
| 2   | STQ | IMP | STQ | SAM |
| 3   | IMP | SJO | SAM | SJO |
| 4   | SAM | STQ | IMP | IMP |

|  |                                           |
|  | Zona de classificação para a próxima fase |

### Grupo B
| Pos | Equipes      | Pts | J | V | E | D | GP | GC | SG | Zona de classificação            |
| --- | ------------ | --- | - | - | - | - | -- | -- | -- | -------------------------------- |
| 1   | Moto Club    | 6   | 4 | 2 | 0 | 2 | 5  | 5  | 0  | Classificados para as Semifinais |
| 2   | Cordino      | 4   | 4 | 1 | 1 | 2 | 4  | 6  | -2 | Classificados para as Semifinais |
| 3   | Maranhão     | 3   | 4 | 0 | 3 | 1 | 4  | 5  | -1 | Eliminados na Fase               |
| 4   | Americano-MA | 0   | 4 | 0 | 0 | 4 | 2  | 9  | -7 | Eliminados na Fase               |

| Pos | 1ª  | 2ª  | 3ª  | 4ª  |
| --- | --- | --- | --- | --- |
| 1   | COR | COR | MOT | MOT |
| 2   | MAC | MOT | COR | COR |
| 3   | AME | MAC | MAC | MAC |
| 4   | MOT | AME | AME | AME |

|  |                                           |
|  | Zona de classificação para a próxima fase |

### Segunda Fase (Segundo Turno)
|  | Semifinais      | Semifinais     |   |         | Final | Final | Final | Final |
|  |                 |                |   |         |       |       |       |       |
|  | Santa Quitéria  | 0              |   |         |       |       |       |       |
|  | Cordino         | 1              |   |         |       |       |       |       |
|  | Cordino         | 1              |   | Cordino | 1     | 1     |       |       |
|  |                 |                |   | Cordino | 1     | 1     |       |       |
|  |                 | Sampaio Corrêa | 1 | 4       |       |       |       |       |
|  | Moto Club       | Sampaio Corrêa | 1 | 4       | 2     |       |       |       |
|  | Moto Club       |                |   |         | 2     |       |       |       |
|  | Sampaio Corrêa* | 2              |   |         |       |       |       |       |

OBS: *O Sampaio Corrêa entrou com uma liminar, aceita pelo STJD e por isso, o Campeonato está suspenso temporariamente. O motivo foi a tabela de classificação do returno, já que ele tinha mais pontos que o Moto Club, porém, esse entrou com recurso no TJD/MA e paralisou a competição, mas a Federação Maranhense de Futebol colocou o Moto na final um dia antes da decisão. Em recurso julgado no dia 25/05, o STJD decidiu por 5 votos à favor e apenas 1 contra que o Sampaio Corrêa fará a final contra o Cordino.

### Premiação
| Segundo Turno - Campeonato Maranhense 2017 |
| São Luís                                   |
| ------------------------------------------ |
| Sampaio Corrêa                             |

## Final do Estadual

### Final
| 15 de junho | Sampaio Corrêa                 | 2 – 1 | Cordino      | Estádio Castelão, São Luís |
| 16:00       | Isac 8' · Felipe Marques 90+5' |       | 51' Henrique | Árbitro: MA                |

| Sampaio | Cordino |

| 29 de junho | Cordino         | 1 – 2 | Sampaio Corrêa           | Estádio Frei Epifânio, Imperatriz |
| 20:15       | Fredson 2' (og) |       | 9' Isac · 39' (og) Bruno | Árbitro: MA                       |

| Cordino | Sampaio |

## Premiação final
| Campeonato Maranhense 2017          |
| São Luís                            |
| ----------------------------------- |
| Sampaio Corrêa Campeão (33º título) |